# Тавтимановский сельсовет
Тавтимановский сельсовет — муниципальное образование в Иглинском районе Башкортостана.

## История
Согласно «Закону о границах, статусе и административных центрах муниципальных образований в Республике Башкортостан» имеет статус сельского поселения.

## Население
| 2002  | 2009  | 2010  | 2012  | 2013  | 2014  | 2015  |
| ----- | ----- | ----- | ----- | ----- | ----- | ----- |
| 2725  | ↗2866 | ↘2830 | ↗2871 | ↗2946 | ↗2977 | ↗3040 |
| 2016  | 2017  | 2018  |       |       |       |       |
| ↘3023 | →3023 | ↘3006 |       |       |       |       |

## Состав сельского поселения
| № | Населённый пункт | Тип населённого пункта       | Население |
| - | ---------------- | ---------------------------- | --------- |
| 1 | Тавтиманово      | село, административный центр | ↗2219     |
| 2 | Октябрьское      | деревня                      | ↘164      |
| 3 | Покровка         | деревня                      | ↘143      |
| 4 | Ключевское       | деревня                      | ↗90       |
| 5 | Авангард         | деревня                      | ↗67       |
| 6 | Новотроицкое     | деревня                      | ↗63       |
| 7 | Урожай           | деревня                      | ↘40       |
| 8 | Кушкуль          | деревня                      | ↘33       |
| 9 | Спасское         | деревня                      | ↗11       |